# Aubervilliers
Aubervilliers es una comuna francesa situada en el departamento de Sena-San Denis, de la región
de Isla de Francia. Está integrada en el Gran París y Plaine Commune.

## Demografía

Aubervilliers en la Petite Couronne de la aglomeración parisina

| 1 900 | 1 884 | 1 946 | 1 952 | 2 213 | 2 292 | 2 551 | 2 853 | 2 611 | 3 204 | 6 098 | 9 240 | 12 195 | 14 340 | 19 437 | 22 223 | 25 022 | 27 332 | 31 215 | 34 009 | 37 558 | 40 832 | 48 053 | 55 714 | 55 871 | 53 010 | 58 740 | 70 632 | 73 695 | 72 976 | 67 719 | 67 557 | 63 136 | 73 506 |
| Para los censos de 1962 a 1999 la población legal corresponde a la población sin duplicidades (Fuente: INSEE [Consultar]) |       |       |       |       |       |       |       |       |       |       |       |        |        |        |        |        |        |        |        |        |        |        |        |        |        |        |        |        |        |        |        |        |        |

### Hermanamientos[2]
- Jena ( Alemania)
- Boully ( Mauritania)
- Beit-Jala ( Palestina)